# Heri Joensen
Pour les articles homonymes, voir Joensen.
Heri Joensen, né le 21 février 1973 à Tórshavn aux Îles Féroé, est un guitariste, chanteur et compositeur danois. Il est le fondateur du groupe de viking metal Týr. 

## Biographie
Heri Joensen est né en 1973 à Tórshavn, et a grandi dans le petit village de Lamba. Petit village en effet, car il ne comptait à l'époque que deux maisons. Cet isolement a contribué à l'intérêt d'Heri  pour les personnages légendaires tels que  Tróndur í Gøtu et Sigmundur Brestisson. 
Il commence la guitare à l'âge de 14 ans et, dès 17 ans, jouait dans des groupes locaux tels que Cruiser. On compte parmi ses influences Iron Maiden, Dream Theater et Dio.
Pour des raisons universitaires, Heri déménage ensuite au Danemark pour suivre des études de Linguistique comparée des langues indo-européennes. Il rencontre à Copenhague Kári Streymoy lors d'une soirée, et ils forment Týr. Présentant un plus grand intérêt pour la musique que pour ses études universitaires, il intègre le conservatoire de Copenhague : Det Alternative Rytmiske Konservatorium (D.A.R.K.), où il étudie la guitare, le chant et le solfège.
Il est actuellement compositeur principal de Týr, chanteur du groupe, et guitariste avec Terji Skibenæs. Il a également créé le projet Heljareyga.
Heri est sponsorisé par Ibanez.

## Divers
Heri est un athée convaincu, et un détracteur des religions. Le paganisme n'est pour lui pas une croyance en tant que telle mais une mythologie et un mode d'expression de ses racines dans ses textes.
Il est également reconnu pour ses compétences linguistiques: il parle féroïen, danois, norvégien, islandais, anglais et allemand.
Heri est un défenseur du « grind », le massacre de cétacés ayant lieu chaque année aux îles Féroé, (références insuffisantes)

## Discographie

### Týr
- Demo (Demo) (2000)
- How Far to Asgaard (2002)
- Ólavur Riddararós (Single) (2002)
- Eric the Red (2003)
- Ragnarok (2006)
- Land (2008)
- Black Sails over Europe (Split album avec Alestorm et Heidevolk) (2009)
- By the Light of the Northern Star (2009)
- The Lay of Thrym (2011)
- Valkyrja (2013)
- Hel (2019)
- A Night at the Nordic House (album live) (2022)
- Battle Ballads (2024)
- The Best of the Napalm Years (Compilation) (2024)

### Heljareyga
- Heljareyga (2010)

### Surma
- The Light Within (2020)

### Apparitions d'invités
- Ensiferum - From Afar (2009) - chant invité sur "Vandraren (Nordman Cover)"
- Alestorm - Back Through Time (2011) - solo de guitare sur "Barrett's Privateers (Stan Rogers Cover)"
- Wintersun - Time I (2012) - refrain sur "Sons of Winter and Stars"
- Ensiferum - One Man Army (2015) - Création orale sur "Heathen Horde" et chant invité sur "Descendants, Defiance, Domination"
- Wintersun - The Forest Seasons (2017) - refrain sur "The Forest That Weeps (Summer)"
- Barbarus - Into the Distant Light (2018) - chant invité
- Mistheria - Dreams (2020) - chant d'ingénierie sur "Alone"
- Varg - Ewige Wacht (CD2: Guests) (2023) - chant invité sur "Eisenseite" (Týr)